# Palais de Kensington
Pour les articles homonymes, voir Kensington.
Le palais de Kensington (en anglais : Kensington Palace) est une résidence royale de Londres, capitale du Royaume-Uni.

## Situation
Le palais est situé, ainsi que les jardins de Kensington  dans le district royal de Kensington et Chelsea.

## Usage
Le palais a été, jusqu'au XVIIIe siècle, la résidence des monarques anglais. C'était par exemple le cas de Victoria, qui y est née et qui a habité le palais jusqu'au 13 juillet 1837, soit quelques semaines après son accession au trône,.
Aujourd'hui, il abrite divers membres  de la famille royale dont le duc de Gloucester, le duc et la duchesse de Kent, le prince et la princesse Michael de Kent. Jusqu'en 1997, c'était également la résidence officielle de Diana, princesse de Galles. En outre, il a également été la résidence des princesses Margaret et Alice, duchesse de Gloucester.
De fin 2013 à 2021, il est la résidence officielle de William de Cambridge et de Catherine Middleton, ainsi que de leurs trois enfants : le prince George, la princesse Charlotte et le prince Louis.
À partir de 2018, il devient également la résidence officielle de Henry de Sussex et de Meghan Markle à la suite de leur mariage (Harry et Meghan logeaient auparavant à Nottingham Cottage, une dépendance du château) avant leur départ pour la Californie.

## Histoire
Le bâtiment original est construit au début du XVIIe siècle dans le village de Kensington comme hôtel de Nottingham pour le comte de Nottingham. Il est acheté en 1689 à son héritier, ministre de Guillaume III, par ce dernier qui souhaite une résidence près de Londres, mais loin du mauvais air de la capitale parce qu'il est asthmatique. Kensington est à cette époque un village hors de Londres, mais plus près que le château de Hampton Court. Une route privée est tracée du palais à travers Hyde Park vers le palais St. James, suffisamment large pour y faire circuler de front plusieurs voitures à cheval (cette voie existe encore en partie de nos jours sous le nom de Rotten Row). Le palais est amélioré et agrandi par Christopher Wren ; des pavillons sont ajoutés à chaque angle du bâtiment central et on aménage des appartements royaux et leur grand escalier, une salle du conseil et une chapelle royale. Aussi, quand l'architecte Wren réoriente le manoir pour donner sur l'ouest, il construit une aile nord et une aile sud encadrant une véritable cour d'honneur dont l'entrée se fait par une arche surmontée d'un clocher. Néanmoins, en tant que résidence privée du roi, on lui attribue le nom de Kensington House, plutôt que de Kensington Palace. Le potager de Kensington House fournit alors fruits et légumes à la Cour du palais St. James.
Pendant soixante-dix ans, le palais de Kensington est la résidence favorite des monarques britanniques, même si la résidence officielle de la Cour demeure au palais St. James, qui n'était donc plus l'exacte résidence royale depuis le XVIIe siècle. La reine Marie II meurt de la variole au palais de Kensington en 1694. En 1702, le roi Guillaume III, une fois tombé de cheval au château de Hampton Court, est conduit au palais de Kensington, où il rend l'âme peu après. Le palais devient la résidence de la reine Anne. John Vanbrugh dessine, pour elle, l'orangerie en 1704 et un magnifique jardin de style baroque de 121 hectares est conçu par le célèbre jardinier Henry Wise, dont les pépinières sont toutes proches à Brompton.
George Ier y dépense sans compter pour de nouveaux appartements royaux à partir de 1718. William Kent dessine l'escalier et certains plafonds. En 1722, il crée la Cupola Room, principale salle d'apparat avec son haut plafond à caissons, tout en trompe-l'œil. En 1819, cette salle est le centre du baptême de la princesse Victoria, née à Kensington dans les appartements du duc et de la duchesse de Kent (la pièce actuelle étant devenue aujourd'hui la North Drawing Room ou le Salon Nord).
Georges II est le dernier monarque régnant qui réside au palais. Pour l'épouse de ce dernier, le jardinier Charles Bridgeman « balaie » les parterres désuets et redessine les jardins d'une manière encore reconnaissable de nos jours : la « Serpentine », le « bassin » et la « grande promenade ». Après la mort de George II en 1760, le palais est mis à la disposition de membres secondaires de la famille royale, dont la fille du duc de Kent, qui habite le palais avec sa mère veuve quand on lui annonce son accession au trône en juin 1837. La reine Mary naît au palais de Kensington en 1867.
En 1981, les appartements 8 et 9 sont joints pour créer la résidence londonienne du couple nouvellement marié, le prince et la princesse de Galles. Leurs fils, les princes William et Harry fréquentent la garderie locale puis les écoles primaires privées de Notting Hill tout près du palais. Après la séparation des princes de Galles en 1992, le prince Charles part habiter au palais de Saint-James et la reine permet à la princesse Diana de rester à Kensington, même après son divorce. Lors de sa disparition tragique en 1997, les Britanniques viennent apporter des milliers de bouquets de fleurs devant les grilles du palais.
Actuellement, certaines parties du palais sont ouvertes au public. Ainsi, c'est le cas de l'appartement 1A, qui a été celui de la princesse Margaret, dont la visite guidée nous explique l'histoire à partir de l'époque du duc du Sussex (6e fils du roi George III) en passant par la princesse Louise pour finir par la princesse Margaret et son époux Antony Armstrong-Jones (dont on peut voir dans la cuisine une invention dont il était fier, un ventilateur « sur pied »).
La visite comprend également la splendide salle de la coupole, la galerie du roi avec sa superbe collection de tableaux du XVIIe siècle, la collection royale des habits de cérémonie, qui comprend des robes portées par la reine Élisabeth II et par Diana.
Une partie des événements du film Pirates des Caraïbes : La Fontaine de jouvence y prend place.
En 2021 est inaugurée dans les jardins une statue de Lady Diana.

## Galerie photos

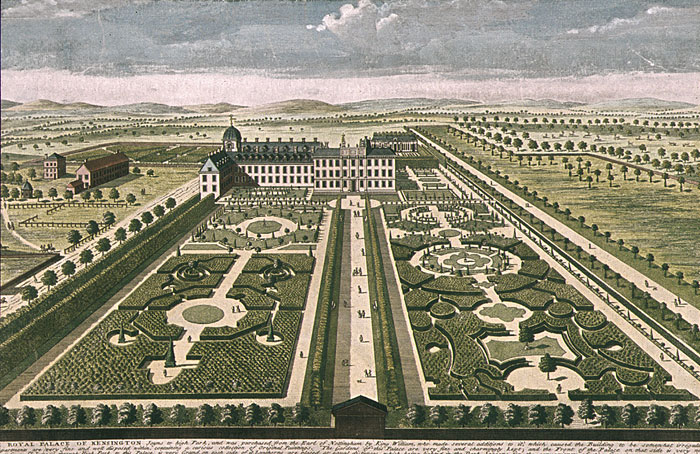
Le palais de Kensington et ses jardins, dessin de Jan Kip.
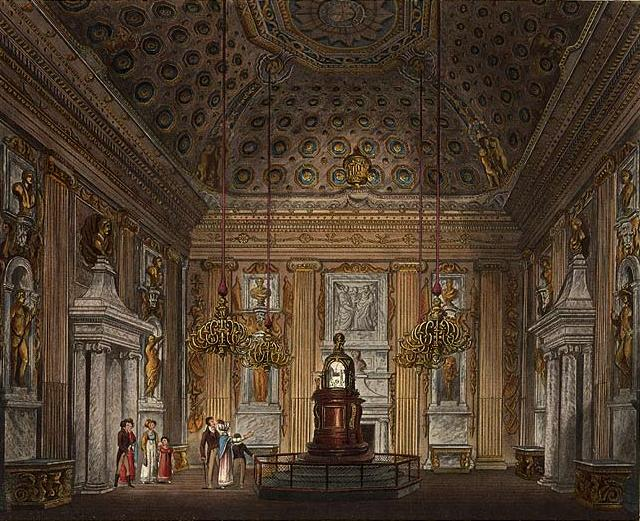
Cupola Room, œuvre de l'architecte William Kent, 1722... La monumentale horloge, qui sonnait tour à tour des airs de Haendel, Corelli ou Geminiani, existe toujours dans cette salle.
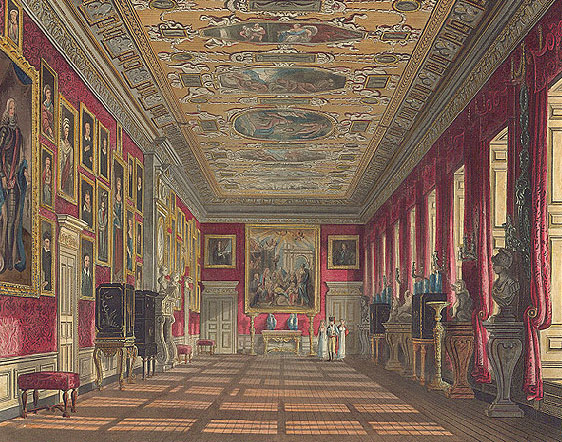
La King's Gallery ou galerie du Roi au palais de Kensington tiré de The History of the Royal Residences par W.H. Pyne (1819).
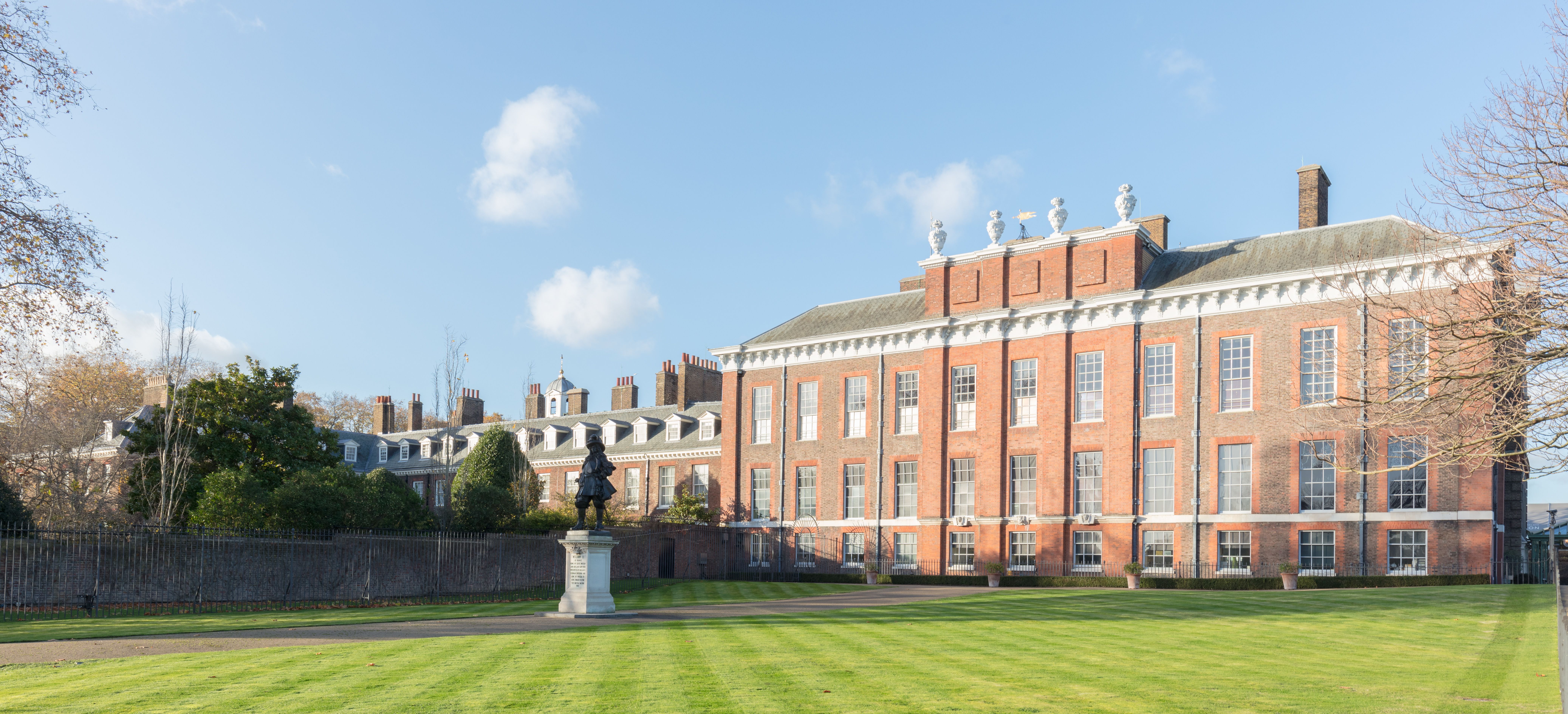
Le palais de Kensington, vue des jardins.
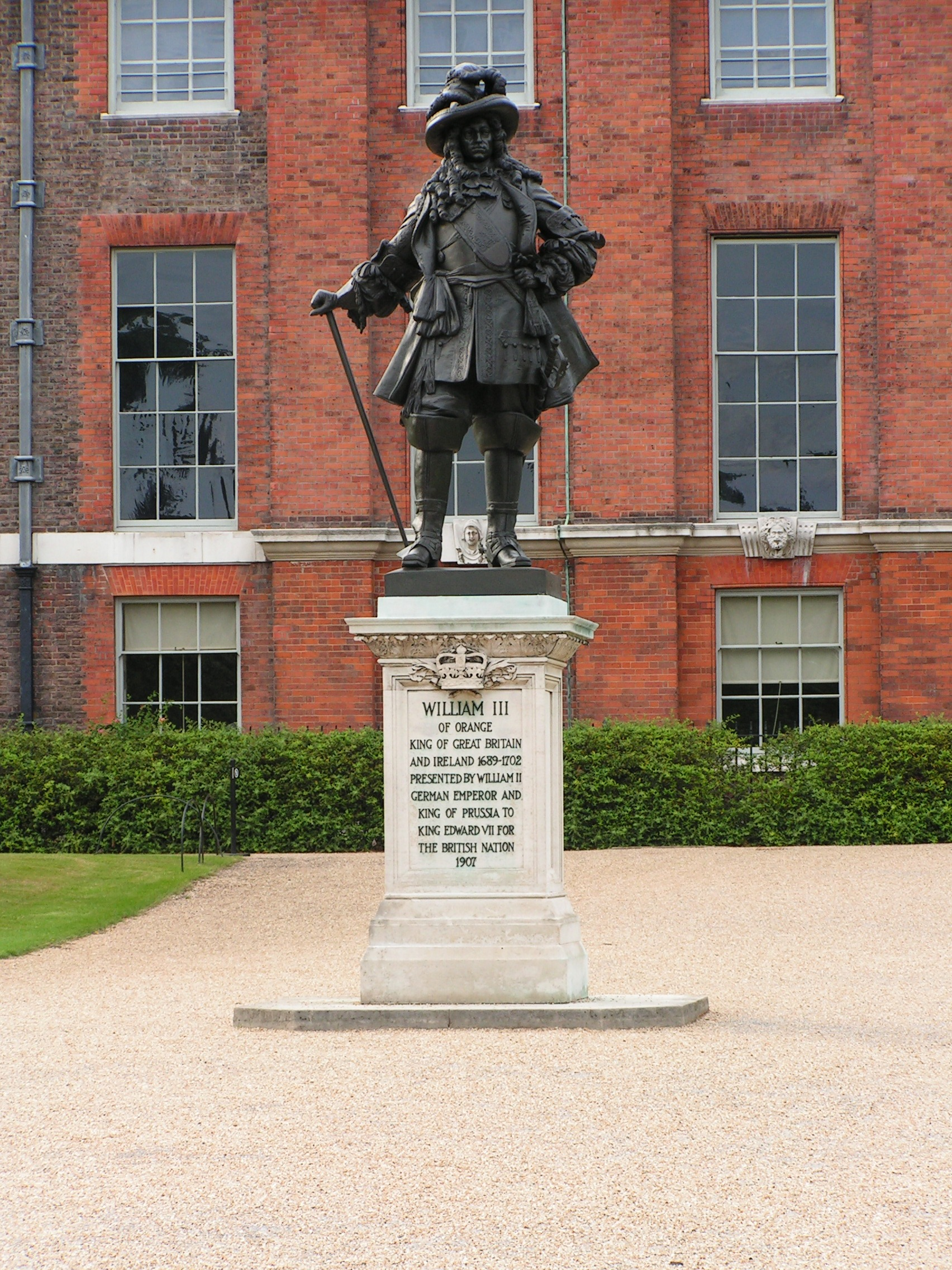
Statue de Guillaume III d'Angleterre, devant le palais de Kensington.
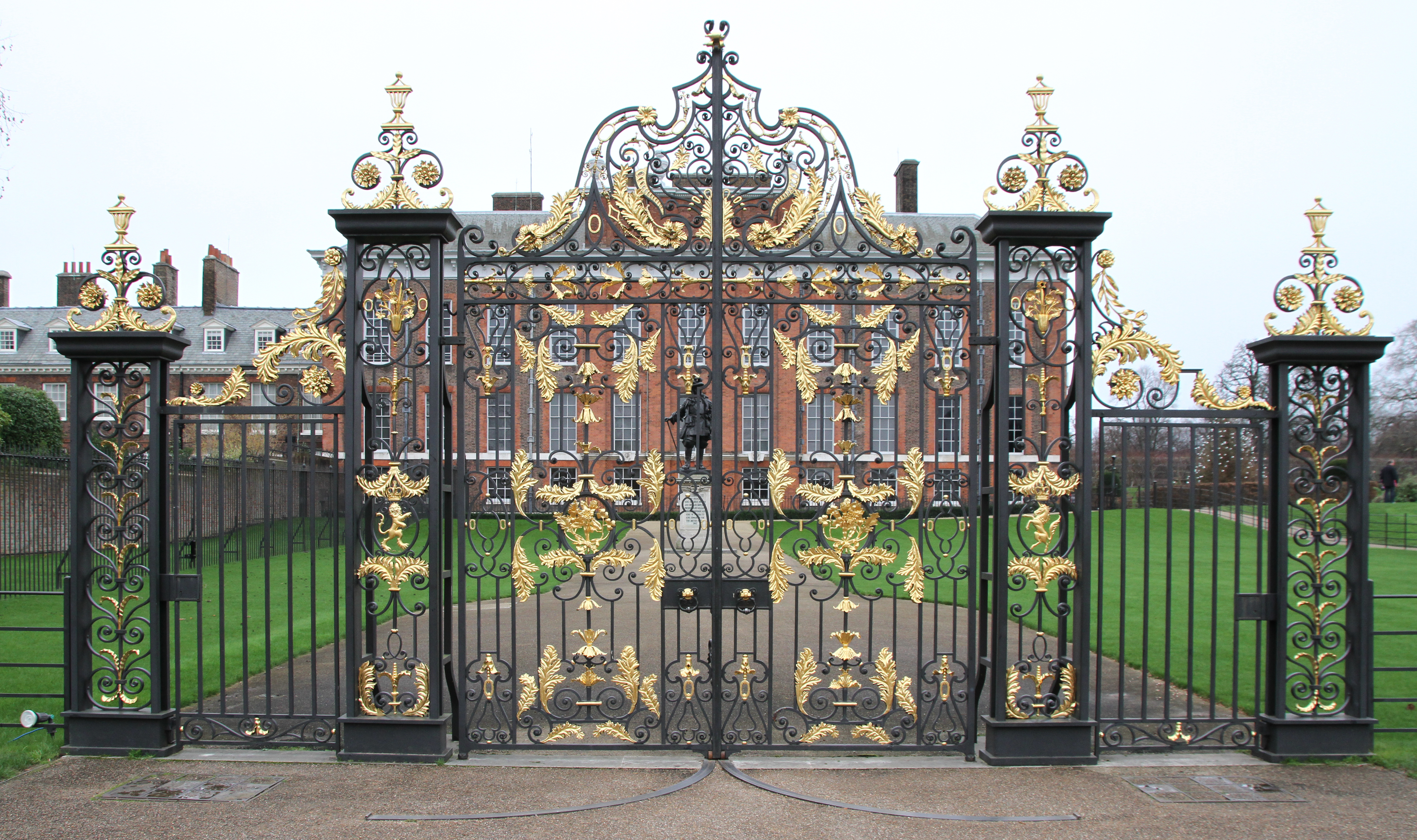
Grille en fer forgé, entrée du palais de Kensington.
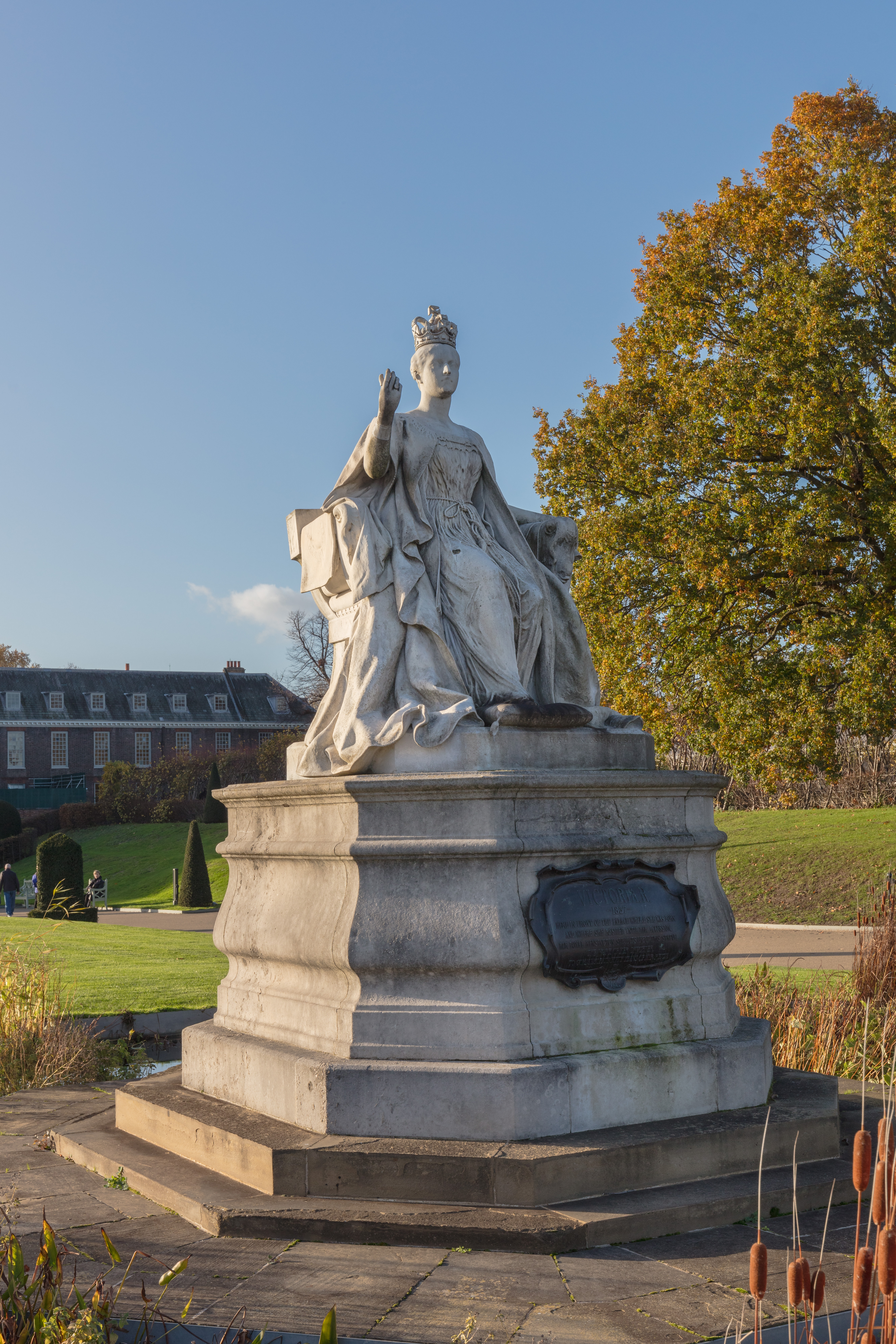
Statue de la reine Victoria, devant le palais de Kensington, son lieu de naissance.

## Collection de peinture

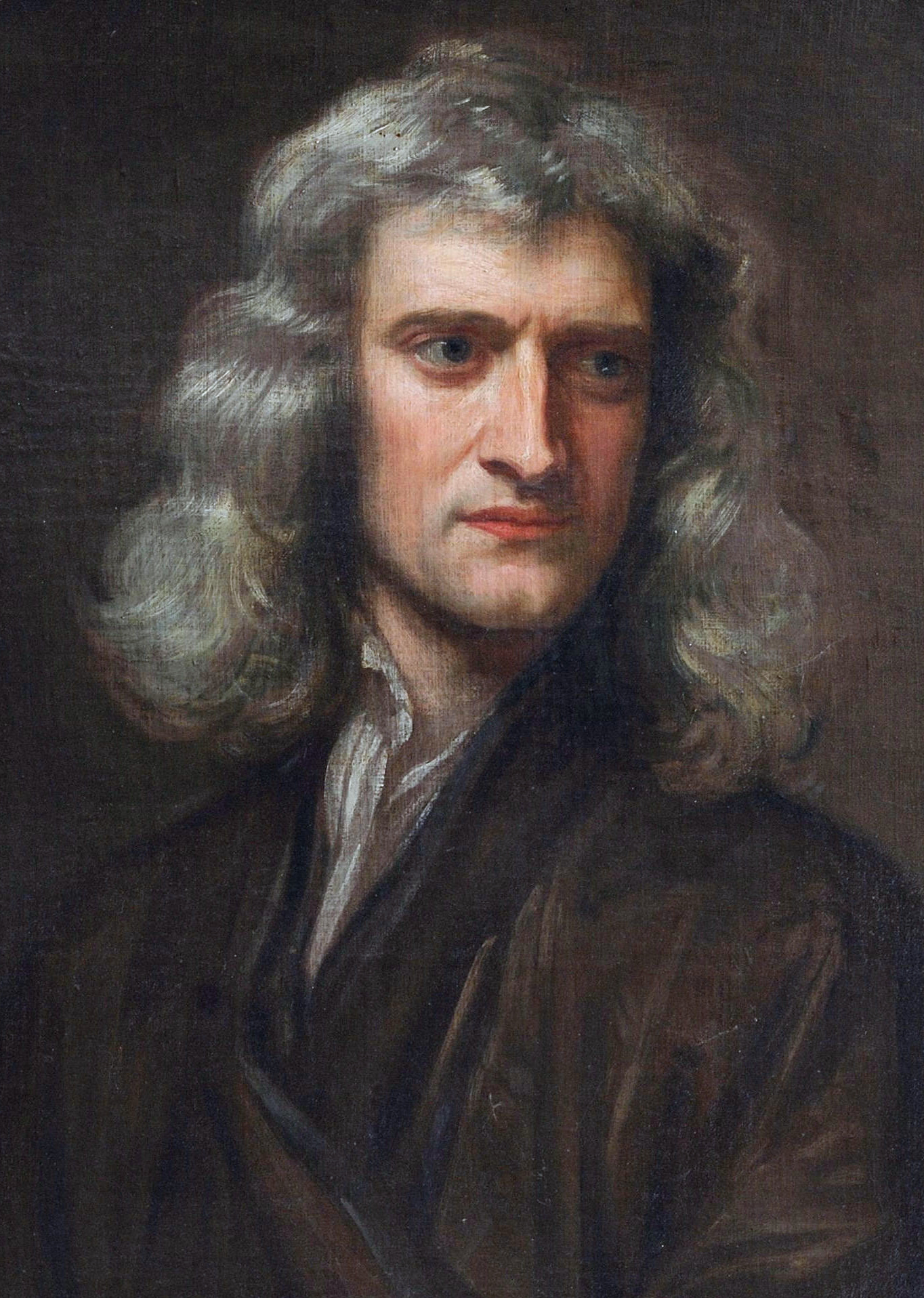
Isaac Newton (1689)

- Sir Isaac Newton (1689), par Godfrey Kneller[5]